# ブズロン
ブズロン（Bouzeron）は、フランスのブルゴーニュ＝フランシュ＝コンテ地域圏にある村。ブーズロンとも表記される。人口145人の小さな村である。アリゴテ種のぶどうから作られる辛口の白ワインを産し、村独自のAOCを持っている。

## 位置
ソーヌ＝エ＝ロワール県の北部、シャロン＝スュル＝ソーヌ郡シャロネーズ地区の最も北にある村で、小郡庁舎のあるシャニィの南西、この地区ではよく知られている赤ワインの産地メルキュレ村の北に当たる。

## ワイン
以前から「ブルゴーニュ・アリゴテ」AOCワインを生産していたが、1998年に村名AOCが認められた。ぶどう畑は60haあり、すべて白ワインで、ラベル名は「ブズロン」または「ブズロン・アリゴテ」である。